# Europese kampioenschappen karate (EKF)
De Europese kampioenschappen karate zijn door de European Karate Federation (EKF) georganiseerde kampioenschappen voor kareteka's.

## Historiek
De eerste editie vond plaats in mei 1966 te Parijs, circa tweeënhalf jaar na de oprichting van de Union Européenne de Karaté (UEK) in december 1963. Deze organisatie organiseerde het EK tot ze in 1993 werd omgevormd tot European Karate Federation (EKF).
In 1980 namen er voor het eerst dames aan het kampioenschap deel (kata) en in 2018 werd het para-karate toegevoegd aan het kampioenschap.  
| Editie | Jaar | Locatie                          |
| ------ | ---- | -------------------------------- |
| 1      | 1966 | Parijs (Frankrijk)               |
| 2      | 1967 | Londen (Verenigd Koninkrijk)     |
| 3      | 1968 | Parijs (Frankrijk)               |
| 4      | 1969 | Londen (Verenigd Koninkrijk)     |
| 5      | 1970 | Hamburg (BRD)                    |
| 6      | 1971 | Parijs (Frankrijk)               |
| 7      | 1972 | Brussel (België)                 |
| 8      | 1973 | Valencia (Spaanse Staat)         |
| 9      | 1974 | Londen (Verenigd Koninkrijk)     |
| 10     | 1975 | Oostende (België)                |
| 11     | 1976 | Teheran (Iran)                   |
| 12     | 1977 | Parijs (Frankrijk)               |
| 13     | 1978 | Genève (Zwitserland)             |
| 14     | 1979 | Helsinki (Finland)               |
| 15     | 1980 | Barcelona (Spanje)               |
| 16     | 1981 | Venetië (Italië)                 |
| 17     | 1982 | Göteborg (Zweden)                |
| 18     | 1983 | Madrid (Spanje)                  |
| 19     | 1984 | Parijs (Frankrijk)               |
| 20     | 1985 | Oslo (Noorwegen)                 |
| 21     | 1986 | Madrid (Spanje)                  |
| 22     | 1987 | Glasgow (Verenigd Koninkrijk)    |
| 23     | 1988 | Genua (Italië)                   |
| 24     | 1989 | Titograd (Joegoslavië)           |
| 25     | 1990 | Wenen (Oostenrijk)               |
| 26     | 1991 | Hannover (Duitsland)             |
| 27     | 1992 | Den Bosch (Nederland)            |
| 28     | 1993 | Praag (Tsjechië)                 |
| 29     | 1994 | Birmingham (Verenigd Koninkrijk) |

| Editie | Jaar | Locatie                             |
| ------ | ---- | ----------------------------------- |
| 30     | 1995 | Helsinki (Finland)                  |
| 31     | 1996 | Parijs (Frankrijk)                  |
| 32     | 1997 | Santa Cruz de Tenerife (Spanje)     |
| 33     | 1998 | Belgrado (Joegoslavië)              |
| 34     | 1999 | Euboea (Griekenland)                |
| 35     | 2000 | Istanboel (Turkije)                 |
| 36     | 2001 | Sofia (Bulgarije)                   |
| 37     | 2002 | Tallinn (Estland)                   |
| 38     | 2003 | Bremen (Duitsland)                  |
| 39     | 2004 | Moskou (Rusland)                    |
| 40     | 2005 | San Cristóbal de La Laguna (Spanje) |
| 41     | 2006 | Stavanger (Noorwegen)               |
| 42     | 2007 | Bratislava (Slowakije)              |
| 43     | 2008 | Tallinn (Estland)                   |
| 44     | 2009 | Zagreb (Kroatië)                    |
| 45     | 2010 | Athene (Griekenland)                |
| 46     | 2011 | Zürich (Zwitserland)                |
| 47     | 2012 | Adeje (Spanje)                      |
| 48     | 2013 | Boedapest (Hongarije)               |
| 49     | 2014 | Tampere (Finland)                   |
| 50     | 2015 | Istanboel (Turkije)                 |
| 51     | 2016 | Montpellier (Frankrijk)             |
| 52     | 2017 | İzmit (Turkije)                     |
| 53     | 2018 | Novi Sad (Servië)                   |
| 54     | 2019 | Guadalajara (Spanje)                |
| 55     | 2020 | Bakoe (Azerbeidzjan)                |
| 56     | 2021 | Poreč (Kroatië)                     |
| 57     | 2022 | Gaziantep (Turkije)                 |

1966 · 1967 · 1968 · 1969 · 1970 · 1971 · 1972 · 1973 · 1974 · 1975 · 1976 · 1977 · 1978 · 1979 · 1980 · 1981 · 1982 · 1983 · 1984 · 1985 · 1986 · 1987 · 1988 · 1989 · 1990 · 1991 · 1992 · 1993 · 1994 · 1995 · 1996 · 1997 · 1998 · 1999 · 2000 · 2001 · 2002 · 2003 · 2004 · 2005 · 2006 · 2007 · 2008 · 2009 · 2010 · 2011 · 2012 · 2013 · 2014 · 2015 · 2016 · 2017 · 2018 · 2019 · 2020 · 2021 · 2022